# Richard Schipke
Friedrich Wilhelm Richard Schipke (* 31. Juli 1874 in Radmeritz, Provinz Schlesien; † 27. Oktober 1932 in Breslau, Provinz Niederschlesien) war ein deutscher Bildhauer.

## Leben
Seine Ausbildung erhielt Richard Schipke in den Breslauer Ateliers von Albert Rachner (1836–1900) und Christian Behrens (1852–1905). Ab dem 1. April 1904 war er als Professor an der Städtischen Handwerker- und Kunstschule in Breslau tätig, wo er bis zu seinem Tod eine Bildhauerklasse unterrichtete. Bis zum Oktober 1928 gehörte er dem Schulvorstand an. Er beschäftigte sich hauptsächlich mit der Steinbildhauerei von Fassadenplastiken, Grabmalen, Porträts und Denkmälern, fertigte aber auch Tierfiguren aus Holz und Bronze an.
Er arbeitete mit bekannten Breslauer Architekten wie den Brüdern Paul und Richard Ehrlich oder dem Architekturbüro Gaze & Böttcher zusammen und schuf die Steinskulpturen für die Fassaden und Innenräume der von ihnen entworfenen Gebäude in Breslau. Zu den Ergebnissen dieser Zusammenarbeit gehören die Skulpturen und der Erker, die die ehemalige Villa von Paul Ehrlich im Breslauer Stadtteil Kleinburg (heute: Borek) in der Scharnhorststraße 18–20 (ul. Jastrzębia 18–20) noch heute schmücken, die Skulpturen an der Fassade des ehemaligen Kaufhauses von Julius Schottländer in der Schweidnitzerstraße 32 (ul. Świdnicka 32) und die Reliefs über dem Haupt– und Seiteneingang der St.-Augustinus-Kirche in der damaligen Hohenzollernstraße (ul. Sudecka).

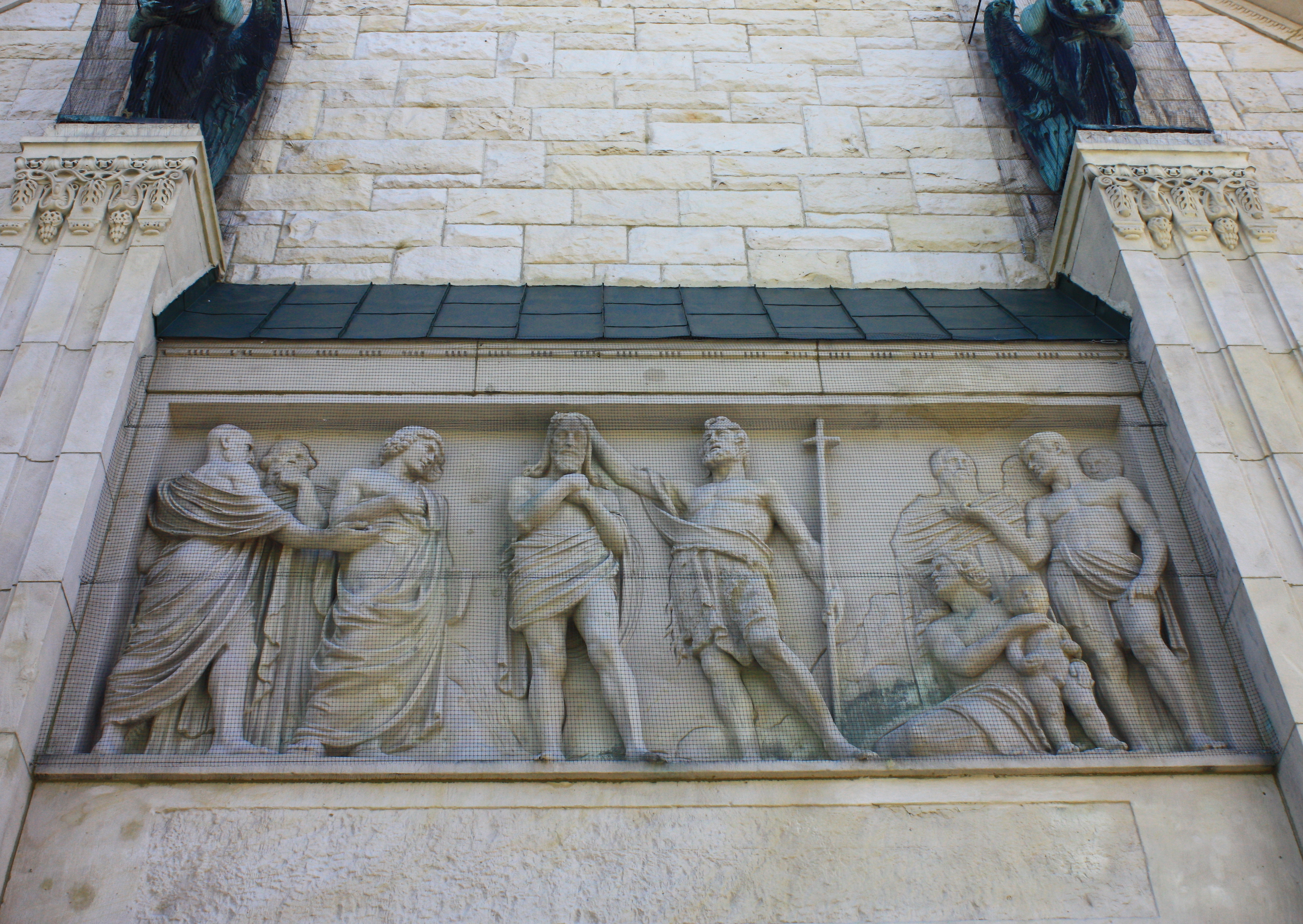
Relief mit Darstellung der Taufe Jesu über dem Hauptportal der
St.-Augustinus-Kirche in Breslau, geschaffen von Richard Schipke

Zu seinen wichtigsten Werken gehört das Kaisertor der 1910 eröffneten Technischen Hochschule in Breslau, aber auch die Steinfiguren an den Fassaden des Hotels Deutsches Haus und der heute nicht mehr existierenden Volksschule in der Klodnitzstraße (ul. Kłodnicka) im Stadtteil Pöpelwitz (heute: Popowice) sowie des Rathauses in Landeshut (heute: Kamienna Góra). Im Rahmen der Einweihung der Technischen Hochschule wurde ihm der Kronenorden IV. Klasse verliehen.
Von ihm stammt auch das Friedrich-Friesen-Denkmal, ein großer Findling, der ursprünglich mit einem Bronzetondo mit Friesens Konterfei verziert war. Das 1913 enthüllte Denkmal befand sich bis in die ersten Nachkriegsjahre auf dem plac Westerplatte (ehemals Friesenplatz), seit 1967 steht es auf dem Hof des Gymnasiums Nr. 1 (Liceum Ogólnokształcące nr. 1) in der Straße Księcia Józefa Poniatowskiego (ehemals Blücherstraße), wobei das Friesen-Tondo inzwischen jedoch durch eine Gallus Anonymus gewidmete Tafel ersetzt wurde.

## Werke (Auswahl)
Kleinplastiken
- Wisent, Nussbaumholz, 31 × 30,5 × 12 cm, 1920 (Link zum Werk)
- Eule, Nussbaumholz, 37,5 cm Höhe, 1920 (Link zum Werk)
- Kämpfende afrikanische Elefanten, Bronze, 31 × 46 × 13 cm, 1923 (Link zum Werk)

Denkmäler und Grabmale
- Bronzetafel zum Gedenken an die Einweihung der Technischen Hochschule Breslau, 1910 (Link zum Werk)
- Die Quelle der Chimäre (Chimärenbrunnen) im Hof des ehemaligen Elektrotechnischen Instituts, 1911 (Link zum Werk)
- Friedrich–Friesen–Denkmal auf dem ehemaligen Friesenplatz in Breslau, 1913 (Link zum Werk)
- Trauernde mit Lyra (Grabmal für Otto Schurig, Plauen), 1920 (Link zum Werk)

Steinfiguren und Fassaden
- Erker der Villa Paul Ehrlich (Link zum Werk) und die Eingangstür (Link zum Werk), 1911
- Hauptfassade des ehemaligen Kaufhauses Julius Schottländer (Link zum Werk) mit den Allegorien des Handels (Link zum Werk) und des Handwerks (Link zum Werk) und weiteren Verzierungen an der Westfassade (Link zum Werk)
- Kaisertor (Link zum Werk) der Technischen Hochschule in Breslau – Aufnahmen der Steinplastiken links (Link zum Werk) und rechts (Link zum Werk) des Portals
- Eingangsportal der Abteilung für Ethnologie und Kulturanthropologie der Universität Warschau (Link zum Werk)
- Rathaus von Landeshut mit Steinplastiken einer Eule (Link zum Werk) und eines Adlers (Link zum Werk) an der Fassade, 1904
- Relief über dem Hauptportal (Link zum Werk) und dem Seiteneingang (Link zum Werk) der St.–Augustus–Kirche, 1909
- Hauptportal (Link zum Werk) und Seiteneingang (Link zum Werk) der ehemaligen Volksschule in Pöpelwitz, (Klodnitzstraße)